# جنگل مارکا
جنگل مارکا (به لاتین: Marka) یک منطقهٔ مسکونی در نروژ است که در اسلو واقع شده‌است. جنگل مارکا ۳۰۱٫۱ کیلومتر مربع مساحت و ۱٬۶۱۰ نفر جمعیت دارد.